# Богдан Наумов
Богдан Павлов Наумов е български революционер, терорист и четник на Вътрешната македоно-одринска революционна организация.

## Биография
Роден е в 1875 година в битолското село Лера, тогава в Османската империя. Присъединява се към ВМОРО. Влиза в четата на Георги Сугарев, с която участва в Илинденско-Преображенското въстание през лятото на 1903 година. В нощта срещу 21 юли (стар стил) участва в нападението на турското село Рамна. През деня на същия ден четата се сражава в местността Голина между Лера и Облаково. След това участва в сражението на обединените чети при Гявато на Голяма Богородица. Сражава се и при Слепче и при Боище. След амнистията от април 1904 година се легализира.
На 8 април 1943 година, като жител на Лера, подава молба за българска народна пенсия, която е одобрена и пенсията е отпусната от Министерския съвет на Царство България.